# Номжа (посёлок)
Номжа — посёлок в Нейском муниципальном округе Костромской области.

## География
Находится в северной части Костромской области у железнодорожной линии Вологда — Киров на расстоянии приблизительно 15 км на запад по прямой от города Нея, административного центра округа.

## История
Посёлок образовался при одноименной станции, которая была открыта в 1906 году (тогда разъезд № 48). В 1962 году возникло Бельниковское торфопредприятие, жилой посёлок которого стал составной части Номжи. В 1970-е годы на добыче торфа работало 420 человек, а население посёлка составляло 1200 человек. До 2021 года посёлок был административным центром Номженского сельского поселения до его упразднения.

## Население
Постоянное население составляло 907 человек в 2002 году (русские 88 %), 693 в 2022 году.